# Ометинцы
Оме́тинцы (укр. Ометинці) — село на Украине, находится в Немировском районе Винницкой области.
Код КОАТУУ — 0523086201. Население по переписи 2001 года составляет 797 человек. Почтовый индекс — 22862. Телефонный код — 4331.
Занимает площадь 3,391 км².

## Адрес местного совета
22862, Винницкая область, Немировский р-н, с. Ометинцы

## Известные жители села
В селе 10 января 1828 года родился легендарный герой обороны Севастополя во время Крымской войны Пётр Маркович Кошка (матрос Кошка).
В 1955 году в селе ему был установлен бронзовый бюст. 13 марта 2014 года 150-килограммовый бюст был похищен неизвестными.
В ноябре 2015 года жители села за собственные средства установили новый памятник Пётру Марковичу Кошке.

## Спорт
В 2013 году создана футбольная команда ФК "Ометинцы", в 2015 переименована в ФК "Роксана". Играет в Чемпионате Немировского района. В 2016 году команда заняла 3 место в Чемпионате Немировского района и дошла до финала кубка района.